# 秦邦礼
秦邦礼（1908年—1968年12月10日），化名杨琳、杨廉安，江苏无锡人。秦邦宪（博古）的胞弟，因创办华润集团而闻名，曾担任中华人民共和国对外经济联络委员会党组书记、常务副主任。

## 生平
1916年父亲患肺结核去世，家中断了经济来源，变卖祖遗老宅，租族人秦琢如的家宅居住，靠田地及遗留的存款放债为生。1921年入无锡复元钱庄做学徒，加入无锡钱业职工会并任执行委员。1927年11月9月参加严朴领导的无锡秋收起义，起义失败后逃到上海，亲戚庄千禄介绍到一家小店铺做店员。1931年夏中央特科负责人陈云给其2根金条做本钱，在上海开了一家米店，把无锡的米倒运到上海销售，为党提供经费，党组织租房子或者营救被捕党员时出面“打保单”；又开了一家文具店作为党组织开会使用的联络点；又滚动式经营一年内先后开设了家具店、糖坊、南货店和文具烟纸店。为保障上海到中央苏区的交通线，中央特科派遣秦邦礼到汕头开了“中法药房汕头分房”，中共中央交通局原来设在汕头的交通站暴露后，秦邦礼的中法大药房成为秘密转移党员和交换文件、传递情报、接送来往中央苏区的领导干部、为中央苏区购买药品和无线电器材等急需物资的落脚点。1931年冬经严朴和顾初介绍加入中国共产党。1935年9月秦邦礼（化名方一生）随陈云、曾山、杨之华、陈潭秋、何实嗣等赴苏联，列席了“青年共产国际第六次代表大会”，入莫斯科列宁学院学习。1937年春夏受共产国际派遣，从莫斯科回到上海，继续经营店铺。
1937年八一三事变爆发后，原潜伏计划无法实施，中央指示秦邦礼卖掉店铺回到延安，由于有留学苏联的经历，组织决定秦邦礼担任延安马列学院教务处教师，讲授《联共（布）党史》。1938年中央组织部长陈云找秦邦礼谈话，派遣其前往八路军香港办事处隐蔽经商，具体负责：
1. 协助八路军驻香港办事处工作，与掩护八办的粤华茶叶公司保持联络
2. 做好秘密财务工作，将党组织带往香港的外币（如美金、英镑等），以华侨捐款的形式，兑换成法币或银元汇回
3. 接运华侨捐赠的物资、款项
4. 利用商业活动掩护物资采购，按上级下达的采购清单，购买抗日根据地急需的西药、发电机、电讯器材等物资。

秦邦礼抵香港后对外公开用名杨廉安，以8根金条做本钱创办“联合行”（Liow & Co.）。八路军香港办事处主任廖承志的母亲何香凝介绍了归侨黄美娴，党组织派来张唯一做会计，3人组成了最初的联合行。1941年12月珍珠港事件爆发后，1942年春撤退至广州从事党的经济工作。1942年5月30日，由于南委事件，廖承志在韶关曲江被捕，杨廉安携款离开广州，于1942年10月到八路军驻重庆办事处送款并汇报工作，在重庆八办工作。1943年春，周恩来派遣杨廉安回华南继续经商，“利用合法，争取社会地位，积蓄力量”。杨廉安回到广东后把公开名字改为杨琳，在香港重新把联合行的经营活动开展起来，并在曲江开办庆生行，在桂林开办苏新建筑材料工厂和协成百货公司，通过公开合法的商业活动，为党提供经费。1944年9月桂林沦陷，公司被查抢，杨琳率部分员工逃难到梧州经营桐油出口和百货进口，此时，联合行的主要任务是办理出口和进口手续、出售桐油，联系进口货物，并负责兑换国币和外汇，结算账目。
抗战胜利后，联合行有货值1000万元的货物在手。1946年秋，杨琳到上海，周恩来派其打通海上运输，发展国外贸易，交流国内外物资；完成财政任务；培养对外贸易干部。回香港后，杨琳把“联合行”改名为 “联合进出口公司”，简称“联合公司”，在德辅道香港电话公司大厦(太子行)租赁了一个写字间，还注册了“天隆行”，在广州设立“天隆行”分行，用两地公司从事香港与内地的贸易活动。1947年四保临江战役之后，陈云主持东北局经济工作，向中央提议在香港设立外贸公司，将东北地区的粮农物资转化成货币资金。1947年11月，东北解放区和香港的海上贸易通道打通，在大连租用苏联船只，往返于大连、朝鲜罗津、香港之间，运出大豆、皮毛、猪鬃等土特产品，买回解放区急需的药品、医疗器械、化工原料等。华润通过与东北局的贸易活动，支援国内的解放战争，东北解放区所需要的物品(甚至包括284台火车头)都由华润采购，“联合行”迅速壮大。1947年圣诞节，“联合行”改名为“华润”，英文译名“China Resources”。1948年12月18日华润公司完成法律注册，注册资本500万港元，第一任董事长钱之光（中共中央南京局财委副书记），总经理杨琳。中共中央决定将党在香港的广大华行并入华润公司，并陆续将党在香港的几家贸易机构全部归于华润旗下。1949年华润派人打入国民党在港机构，成功组织招商局和两航起义。不久杨琳任华润公司香港贸易管理委员会主任。1950年夏任华润香港贸易委员会主任兼华润公司董事长。　　
中华人民共和国成立后，对在香港的贸易机构归并由华润统一领导，在港岛的中央、华南、华东系统的16个单位合并入华润。1952年，中共中央决定将党企移交国家，原属中共中央办公厅的华润在1952年10月归属中央人民政府贸易部，此时华润拥有2000万美元资产。1952年9月杨琳任中央人民政府对外贸易部综合计划局局长。1955年任中国驻印度尼西亚大使馆商务参赞。1960年3月22日任中国五金进口公司经理，1960年12月中国矿产公司与中国五金进口公司合并为中国五金矿产进出口公司。1961年3月1日任国务院对外经济联络总局副局长兼党组副书记。1964年6月9日任中华人民共和国对外经济联络委员会党组书记、常务副主任。
1968年突发急性心肌梗塞去世。1975年8月21日对外经济联络部在八宝山革命公墓为杨琳举行了骨灰安放仪式。悼词中写：“杨琳同志虽然逝世七年了，但是当我们回忆起他的革命精神时，无不感到沉痛和怀念。”

## 家人
- 曾祖父：秦省吾
- 祖父：秦香谷
- 父：秦肇煌（1869-1916.10.27）
- 母：朱阿菊(1879-1951.4.10）
- 兄 秦邦宪
- 妹 秦邦范（1911-）

- 原配妻子：王静雅，1926年结婚。[9]
- 妻：黄美娴（1913-），生于美国加利福尼亚州，加州大学毕业。父亲是美国加州华人商会主席，叔父是党广西省政府民政厅长。1944年经中共南方局批准，秦邦礼和黄美娴结婚。1961年后在国务院对外经济联络总局做编译工作。
- 长子：秦福铨
- 次子：杨伟
- 女儿：秦文，在华北局计委工作